# Lotus Emeya
El Lotus Emeya es un automóvil eléctrico deportivo sedán de cuatro puertas y cuatro plazas producido por el fabricante inglés Lotus Cars desde 2024. Comparte elementos, soluciones técnicas y de equipamiento con la SUV Eletre. Fue presentado el 7 de septiembre de 2023. Se lanzó en China el 18 de enero de 2024 y llegó a los clientes del Reino Unido y Europa en el tercer trimestre del mismo año.

## Vista general
La batería tiene una capacidad de 102,2 kWh (368 MJ) y admite recargas rápidas a un máximo de 350 kW (476 CV; 469 HP), con una capacidad para 600 A, logrando alcanzar el 80% desde el 10% en solamente 18 minutos, con una autonomía máxima de 610 km (379 millas), según el ciclo WLTP. Al igual que el Electre y, según el fabricante, permite recuperar 150 km (93 millas) de autonomía en 5 minutos, aunque teóricamente en condiciones ideales. La autonomía será parecida a la del Eletre, que en función de la versión es de alrededor de 490 a 600 km (304 a 373 millas).
Tiene un sistema de aerodinámica activa, cuyos elementos móviles se encuentran en la parrilla, el difusor y el alerón trasero que, sumado al bajo centro de gravedad puede ofrecer un coeficiente de resistencia aerodinámica de 0.21, o una carga aerodinámica de más de 150 kg (331 libras) a 250 km/h (155 mph). Su función es incrementar el apoyo aerodinámico a alta velocidad, ya que el alerón trasero móvil proporciona un máximo de 215 kg (474 libras). El difusor trasero también sirve para suavizar el flujo de aire por debajo de la carrocería. El chofer puede controlar electrónicamente la altura del vehículo, la rigidez de la suspensión neumática, la respuesta de aceleración y la configuración del asiento, con refuerzos laterales ajustables. Es capaz de actualizar los datos de la carretera mil veces por segundo para adaptarse en tiempo real. Las ruedas pueden ser de hasta 22 pulgadas (55,9 cm). Cuenta con frenos carbono-cerámicos livianos que reducen el peso no suspendido y la distancia de frenado, lo que contribuye al manejo dinámico, además de duplicar la vida útil de los componentes.

## Interior
El interior cuenta con materiales de calidad, como alcantara, cuero Nappa y detalles en aluminio. En el panel de instrumentos hay varias pantallas: una central de gran tamaño y dos pequeñas justo delante del chofer y otra de 12,6 pulgadas (32,0 cm) delante del pasajero, donde se puede ver la información de entretenimiento. En los extremos del tablero hay otras dos que muestran las imágenes de las cámaras exteriores que funcionan en lugar de los retrovisores. Adicionalmente, hay un sistema de información proyectada en el parabrisas con visualización head-up de realidad aumentada, cuya superficie de proyección es de 55 pulgadas (139,7 cm). Entre algunos elementos de equipamiento, destaca el sistema de sonido de KEF de 1380 W (1,9 CV) con 15 bocinas Uni-Q y subwoofer Uni-Core, cancelación de ruido y sonido envolvente 3D habilitado con Dolby Atmos. También cuenta con sensores LIDAR para la automatización parcial en modo vehículo autónomo. Contempla cinco niveles de acabado: GT, GT SE, Sport, Sport Carbon y Sport Carbon SE. En seguridad todos cuentan con asistencias como: faros Matrix led inteligentes, control de crucero adaptativo, cámara trasera, sensores de estacionamiento, alarma antirrobo, lector de señales, alerta de carril, detector de fatiga, aviso de colisión, detector de ángulo muerto, entre otras.
Otros elementos de serie en todos los acabados son los asientos eléctricos y calefactables, arranque por botón, acceso sin llave, instrumentación digital, ruedas de aleación, climatizador automático de cuatro zonas, cajuela con apertura eléctrica, navegador con pantalla de 15,1 pulgadas (38,4 cm), Apple CarPlay, Android Auto, sonido de alta fidelidad, etc. También cuenta con un techo solar panorámico de cristal inteligente y avanzado, que los ocupantes pueden cambiar entre opaco y transparente.

## Especificaciones
| Versiones                         | Potencia máxima         | Par máximo           | Aceleración 0-100 km/h (0-62 mph) | Velocidad máxima   | Peso                  | Autonomía (WLTP)    |
| --------------------------------- | ----------------------- | -------------------- | --------------------------------- | ------------------ | --------------------- | ------------------- |
| 600 GT AWD, SE AWD y Sport SE AWD | 450 kW (612 CV; 603 HP) | 710 N·m (524 lb·pie) | 4.1 segundos                      | 250 km/h (155 mph) | 2480 kg (5467 libras) | 540 km (336 millas) |
| 900 Sport AWD y 900 Sport Carbon  | 675 kW (905 HP; 918 CV) | 985 N·m (726 lb·pie) | 2.8 segundos                      | 256 km/h (159 mph) | 2575 kg (5677 libras) | 485 km (301 millas) |